# Helge Hansen
Helge Hansen (* 13. März 1936 in Dresden) ist ein General außer Dienst des Heeres der Bundeswehr. Er war von 1992 bis 1994 Inspekteur des Heeres und zuletzt von 1994 bis 1996 Oberbefehlshaber der Allied Forces Central Europe der NATO.

## Militärische Laufbahn
Beförderungen
- 1959 Leutnant
- 1962 Oberleutnant
- 1966 Hauptmann
- 1969 Major
- 1971 Oberstleutnant
- 1977 Oberst
- 1982 Brigadegeneral
- 1985 Generalmajor
- 1987 Generalleutnant
- 1994 General

### Ausbildung und erste Kommandos
Hansen, Sohn des Generalmajors Ottomar Hansen und Enkel des Generalleutnants Karl Hansen, trat nach dem Abitur auf der Hermann Lietz-Schule Spiekeroog 1957 als Offizieranwärter in die Bundeswehr ein und wurde bei der Panzergrenadiertruppe ausgebildet. 1959 wurde er zum Leutnant befördert und hatte Verwendungen als Zugführer in einem Panzergrenadierbataillon. Sechs Jahre später, 1965, wurde Hansen zum Hauptmann befördert und übernahm für zwei Jahre den Posten eines Kompaniechefs im Panzergrenadierbataillon 173 in Hamburg. Von 1967 bis 1969 absolvierte er als Major den Generalstabslehrgang an der Führungsakademie der Bundeswehr in Hamburg und wurde als Jahrgangsbester mit dem General-Heusinger-Preis ausgezeichnet. Anschließend war er als Personalstabsoffizier (G1) der 12. Panzerdivision in Veitshöchheim eingesetzt. Von 1971 bis 1972 absolvierte Hansen das NATO Defence College in Rom und diente anschließend als Stabsoffizier im Bundesministerium der Verteidigung in Bonn.
Von 1974 bis 1977 übernahm Hansen als Oberstleutnant das Kommando über das Panzergrenadierbataillon 312 in Delmenhorst. Nach diesem Truppenkommando wurde Hansen 1977 ins niederländische Brunssum versetzt und diente dort als Stabsoffizier im Hauptquartier der Allied Forces Central Europe der NATO. Wieder zurück in Deutschland diente er anschließend als Referatsleiter für Militärpolitische Grundlagen im Führungsstab der Streitkräfte in Bonn unter Generalinspekteur Jürgen Brandt.

### Dienst im Generalsrang
Als Oberst übernahm Hansen vom 26. September 1980 bis zum 11. Oktober 1982 die Panzerlehrbrigade 9 in Munster. 1982 wurde er zum Brigadegeneral befördert. Danach war Hansen von Oktober 1982 bis März 1984 als Abteilungsleiter für Militärpolitik in der Ständigen Vertretung der Bundesrepublik Deutschland bei der NATO in Brüssel eingesetzt. Im Anschluss daran kehrte Hansen nach Deutschland zurück und übernahm als Generalmajor am 1. Mai 1985 in Hannover die 1. Panzerdivision von Henning von Ondarza und führte diese bis zum 30. September 1987. Vom 1. Oktober 1987 bis zum 30. September 1990 übernahm Hansen als Generalleutnant in Koblenz das III. Korps.
Im Oktober 1990 übernahm Hansen abermals einen NATO-Posten, diesmal im NATO-Hauptquartier Europa (SHAPE) im belgischen Mons. Bis zum Frühjahr 1992 diente er dort als stellvertretender Chef des Stabes, zuständig für Planung und Operationen, unter den Generalen Hans-Henning von Sandrart und Henning von Ondarza.
Der durch die Ernennung von Generalleutnant Jörg Schönbohm zum Staatssekretär freigewordene Posten des Inspekteurs des Heeres wurde am 18. Februar 1992 durch Hansen besetzt, der dieses Amt bis zum 21. März 1994 führte. Als Inspekteur brachte er die Heeresstruktur 5 auf den Weg. Er konnte diese Strukturänderungen jedoch nicht lange begleiten, da er nicht lange auf dem Inspekteursposten verblieb. Nach nur zwei Jahren, am 21. März 1994, übergab er den Posten an Hartmut Bagger und machte sich, zum General ernannt, auf den Weg nach Brunssum. Dort übernahm er am 1. April von Henning von Ondarza den Posten des Oberbefehlshabers der Allied Forces Central Europe der NATO und führte dieses Kommando bis zu seiner Pensionierung im März 1996.

## Nach der Pensionierung
Nach seiner Pensionierung betreute Hansen, berufen durch den Supreme Allied Commander Europe (SACEUR), als „Senior Mentor“ Seminare für „Operative Kunst“ für höhere NATO-Führungskräfte sowie Lehrgänge für „Operative Planung“ für Stabsoffiziere an der NATO-Schule in Oberammergau.
Häufig diente er als „Senior Mentor“ am britischen Joint Services Command and Staff College, dem kanadischen Canadian Forces College, der österreichischen Landesverteidigungsakademie und der Führungsakademie der Bundeswehr. 2003 verlieh das kanadische Royal Military College of Canada Hansen die Ehrendoktorwürde im Fachbereich „Military Science“. Zudem sitzt er im Kuratorium der Stiftung Gedenk und Frieden des Volksbundes Deutsche Kriegsgräberfürsorge.
1999 war Hansen Mitglied in der Weizsäcker-Kommission, die eine Bestandsaufnahme der Bundeswehr durchführte und Vorschläge für die zukünftige Entwicklung gab.
Seit 2002 ist er Gesellschafter der Beratungsgesellschaft ELENXIS Unternehmerberatung GmbH und berät insbesondere mittelständische Unternehmen bei dem Thema „Unternehmensnachfolge“.

## Familie
Hansen ist verheiratet und hat drei Söhne.

## Auszeichnungen
- Ehrenkreuz der Bundeswehr in Gold
- 1969: General-Heusinger-Preis
- 1984: Bundesverdienstkreuz am Bande
- 1987: Legion of Merit (Officer)
- 1988: Ordre national du Mérite (Commandeur)
- 1989: Bundesverdienstkreuz 1. Klasse
- 1993: Legion of Merit (Commander)
- 1995: Ehrenlegion (Commandeur)
- 1995: Großes Bundesverdienstkreuz
- 1996: Belgischer Kronenorden (Großkreuz)
- 1996: Ehrenzeichen der Niederländischen Streitkräfte in Gold